# Podhorski (herb książęcy)
Podhorski – polski herb książęcy, herb własny rodziny Podhorskich.

## Opis herbu

### Opis historyczny
Juliusz Ostrowski blazonuje herb następująco:

W polu czerwonem – kula światowa błękitna ze złotym pasem w poprzek i do góry, z jednym krzyżem na wierzchu, a dwoma po bokach u spodu. Godło: JURE SUO. Nad tarczą płaszcz książęcy z mitrą

### Opis współczesny
Opis skonstruowany współcześnie brzmi następująco:
Na tarczy o polu czerwonym jabłko królewskie ze słotym paskiem w poprzek i do góry, który kończy się krzyżem wystającym, dwa kolejne krzyże po bokach u spodu.
Całość otacza płaszcz heraldyczny, podbity gronostajem.
Płaszcz zwieńcza mitra książęca.

## Geneza
Herb własny książąt Podhorskich, wywodzących się od kniazia Hrehorego Fedorowicza Podhorskiego, który do Rzeczypospolitej przyjechał z Moskwy, otrzymał w 1563 r. (wspólnie z Afanasim Wasilewiczem Ihnatiewem) wieś Cecyniowcy w dawnym powiecie krzemienieckim na wyżywienie (chlebokarmienie). Józef Wolff określa jako rzecz dziwną, że nazwisko, które nosił dany kniaź jest nieznane ruskim rodosłownym; z polskich heraldyków, kniaziów Podhorskich zna Jabłonowski. Przybywszy na Wołyń kniaź Hrihory miał poślubić tu Oksinię córkę Hrihorego Tołmsicz-Borkowskiego, ziemianina wołyńskiego, dziedziczkę znacznych włości w powiecie krzemienieckim. Hrehory Podhorski według rodowodu Podhorskich z XIX w. pozostawił jedynego syna, którego potomkowie istnieją po dziś dzień.

## Herbowni
Informacje na temat herbownych w artykule sporządzone zostały na podstawie wiarygodnych źródeł, zwłaszcza klasycznych i współczesnych herbarzy. Należy jednak zwrócić uwagę na częste zjawisko przypisywania rodom szlacheckim niewłaściwych herbów, szczególnie nasilone w czasie legitymacji szlachectwa przed zaborczymi heroldiami, co zostało następnie utrwalone w wydawanych kolejno herbarzach. Identyczność nazwiska nie musi oznaczać przynależności do danego rodu herbowego. Przynależność taką mogą bezspornie ustalić wyłącznie badania genealogiczne.
Pełne listy herbownych nie są dziś możliwe do odtworzenia, także ze względu na zniszczenie i zaginięcie wielu akt i dokumentów w czasie II wojny światowej (m.in. w czasie powstania warszawskiego w 1944 spłonęło ponad 90% zasobu Archiwum Głównego w Warszawie, gdzie przechowywana była większość dokumentów staropolskich). Nazwisko znajdujące się w artykule pochodzi z Herbarza polskiego, Tadeusza Gajla. Występowanie danego nazwiska w artykule nie musi oznaczać, że konkretna rodzina pieczętowała się herbem Podhorski. Często te same nazwiska są własnością wielu rodzin reprezentujących wszystkie stany dawnej Rzeczypospolitej, tj. chłopów, mieszczan, szlachtę. Herb Podhorski jest herbem własnym, wiec do jego używania uprawniona jest zaledwie jedna rodzina: Podhorscy.